# 제임스 에이버리 (배우)
제임스 에이버리(James Avery, 1945년 11월 27일 ~ 2013년 12월 31일)는 미국의 배우이다.

## 출연 작품
- 위시 아이 워즈 히어 (2014)
- 밸리딕션 (2011)
- 트랜스포머 3 (2011)
- 낫 유어 타임 (2010)
- 후즈 유어 캐디? (2007)
- 더 써드 위시 (2005)
- 클로저 (2005)
- 더 게레로 프로젝트 (2004)
- 헤어 쇼 (2004)
- 레이즈 유어 보이스 (2004)
- 허니비 (2001)
- 닥터 두리틀 2 (2001)
- 에폭 (2000)
- 유 럭키 독 (1998)
- 요절복통 70 쇼 (1998)
- 브래디 펀치 (1995)
- 무단 경고 (1993)
- 귀여운 백만장자 (1993)
- 루시는 마술사 (1991)
- 비스트마스터 2 (1991)
- 디 아메리칸 익스피어리언스 (1988)
- 운전면허 (1988)
- 죽음의 우주 정거장 (1987)
- 쓰리 포 더 로드 (1987)
- 익스트레머티스 (1986)
- LA 로 (1986)
- 특수 경관 콘돌 (1986)
- 죽음의 백색 테러단 (1986)
- 킥스 (1985)
- 후레치 (1985)
- 달리는 사이먼 (1981)